# شاگال (فیلم)
«شاگال» (انگلیسی: Chagall) فیلم مستند به کارگردانی لورو ونتوری است که در سال ۱۹۶۳ منتشر شد. از بازیگران آن می‌توان به وینسنت پرایس و مارک شاگال اشاره کرد. این فیلم در سی و ششمین دوره جوایز اسکار در سال ۱۹۶۴ برای موضوع مستند کوتاه برنده جایزه اسکار شد.